# Межвселенское кабельное 2: Искушение судьбы
«Межвселенское кабельное 2: Искушение судьбы» (англ. Interdimensional Cable 2: Tempting Fate) — восьмой эпизод второго сезона американского мультсериала «Рик и Морти». Сценарий к эпизоду написали: Дэн Гутерман, Райан Ридли и Джастин Ройланд, а режиссёром выступил Хуан Меса-Леон.
Подзаголовок эпизода отсылает к фильму «Искушение судьбы» (2015).
Премьера эпизода состоялась 20 сентября 2015 года в блоке Adult Swim на Cartoon Network. Эпизод посмотрели около 1,8 миллиона зрителей во время выхода в эфир.

## Сюжет
Джерри лечится в инопланетной больнице после того, как по незнанию проглотил бактерии, хранящиеся у Рика в вёдрышке с вишнёвым мороженым. В то время как его семья находится в приёмной и смотрит серию телеканалов из альтернативных реальностей, врачи просят Джерри пожертвовать своим пенисом, чтобы заменить им сердце борца за гражданские права Шримпли Пибблза. Джерри соглашается, но, тем не менее, пытается публично уйти от этого. Это вызывает ненависть публики к Джерри, но также повышает осведомлённость и сборы средств на покупку синтетического сердца для Пибблза. В конце концов, Джерри меняет своё мнение и держит врачей в заложниках, требуя, чтобы они завершили процедуру трансплантации, но служба безопасности останавливает его. Затем семью отправляют домой, а Бет отчитывает Джерри, что он не должен так сильно заботиться о том, что о нём думают незнакомцы.
В сцене после титров Джерри пытается съесть «Глазочки» Рика, инопланетные хлопья, появившиеся в межвселенском кабельном телевидении, но в дом врывается Человек-Глазочек и начинает безжалостно избивать его.

## Отзывы
Зак Хэндлен из The A.V. Club дал эпизоду оценку A-, заявив, что «дело в том, что настоящее „послание“ этого шоу, состоит в том, что вы не можете терзаться мелочами». Джесси Шедин из IGN оценил эпизод на 8,3/10, заявив, что «единственный недостаток этого эпизода заключался в том, что он пытался вернуть магию классического эпизода 1 сезона и не дошёл до него». Гита Джексон из Paste оценила эпизод на 7,5/10, заявив, что «в целом эпизод был просто невероятно неровным, что меня удивило».